# Télipinu (Halpa)
Pour les articles homonymes, voir Télipinu (homonymie).
Télipinu est un prince hittite, fils du Grand Roi Suppiluliuma ier.

## Biographie
Suppiluliuma, après avoir soumis le Kizzuwatna, établit son fils Télipinu comme prêtre. Celui-ci prit la tête de la conquête de la Syrie, puis son père le désigna comme souverain de Halpa. Il mourut après la neuvième année du règne de Mursili II (vers 1313 av. J.-C.). Son fils et successeur fut Talmi-Sarruma.
Le nom de Télipinu est aussi celui d'un divinité de la végétation. Ne pas confondre ce prince avec le roi Télipinu du Haut Royaume hittite.